# Ivan Sàvvitx Nikitin
Ivan Sàvvitx Nikitin   (Vorónej, 21 de setembre de 1824 (Julià) - Vorónej, 16 d'octubre de 1861 (Julià)), nom complet amb patronímic Ivan Sàvvitx Nikitin, rus: Ива́н Са́ввич Ники́тин, fou un poeta rus. És considerat un mestre de la descripció dels paisatges russos i successor poètic de Koltsov. Els temes principals de la poesia de Nikitin - entorn natiu, treball dur i vida sense esperança dels camperols, els pobres urbans, els que pateixen, són una protesta contra la vida injusta del sistema.

## Biografia
Ivan va néixer a la família d'un comerciant d'espelmes que tenia alguns lligams amb l'Església. El seu pare, Savva Evtikhíevitx Nikitin (1793 - 1864) era un ciutadà important de Vorónej. Tanmateix, a la vida del seu fill, va tenir un paper fatal. Era una persona despòtica i inquieta.
Després de passar un temps a l'escola confessional, Ivan Nikitin va entrar al seminari. Durant aquest temps es va concentrar en l'obra de Puixkin i Koltsov. No va concloure els estudis al seminari, la seva mare va morir, i l'embriaguesa i la naturalesa violenta del pare va portar a la família a la ruïna. Per a Nikitin va començar una vida difícil, treballant en una posada i una botiga. El 1853 publica els seus primers poemes, que despertaren un viu interès entre els lectors i crítics. El 1856 es publica la seva primera col·lecció de poemes. Tres anys més tard, amb un préstec de 3000 rubles, va obrir un llibreria amb sala de lectura, que es va convertir ràpidament en un dels centres de la vida cultural de la ciutat. El poeta volia oferir als sectors més pobres de la societat l'oportunitat de llegir les obres literàries i la compra d'aquestes.
El 1859 va empitjorar el seu estat de salut, tot i que va participar activament en la vida literària de la seva ciutat natal, obrint escoles dominicals i organitzant matinés. Després de patir un fort refredat el maig de 1861, no va ser capaç de recuperar-se i va morir per causa de la tuberculosi el 16 d'octubre 1861 a Vorónej.

## Traduccions al català
- Poesia russa. Antologia / Vidal, Helena (Ed., Trad., Pr.) ; Desclot, Miquel (Ed., Trad.) Barcelona : Edicions 62: 1983 ISBN 8429720774